# Schizocosa avida
Schizocosa avida är en spindelart som först beskrevs av Charles Athanase Walckenaer 1837.  Schizocosa avida ingår i släktet Schizocosa och familjen vargspindlar. Inga underarter finns listade i Catalogue of Life.